# Santa Maria del Fonte

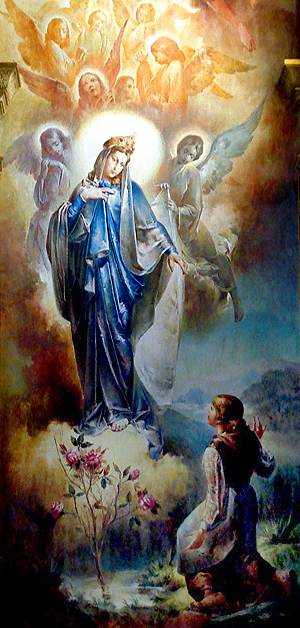
Santa Maria del Fonte - Nostra Signora di Caravaggio, murale di Aldo Locatelli a Caxias do Sul

Santa Maria del Fonte o Nostra Signora di Caravaggio, è il titolo attribuito alla Madonna in seguito all'apparizione che, secondo la tradizione cattolica, sarebbe avvenuta il 26 maggio 1432 nelle campagne circostanti Caravaggio, in Lombardia.
Sul luogo venne eretto il Santuario; Santa Maria del Fonte è oggetto di devozione in numerose altre località, tra le quali la città di Farroupilha, nello stato brasiliano del Rio Grande do Sul, dove si trova il più grande tempio mariano a lei dedicato.
Il vescovo Danio Bolognini, padre conciliare nell'anno 1962, con approvazione della Sede Apostolica dichiarò la Beata Vergine del Sacro Fonte in Caravaggio compatrona della comunità diocesana di Cremona.

## L'apparizione
Nella prima metà del XV secolo la zona di Caravaggio era stata interessata da una continua lotta fra gli stati di Milano e Venezia, che si contendevano il possesso dell'area nota come Gera d'Adda; era un periodo di estreme divisioni politiche e sociali per l'intera regione.
Fu in questa cornice che, alle ore 17 di lunedì 26 maggio 1432, sarebbe avvenuta l'apparizione a Caravaggio della Madre di Dio, di fronte a una giovane contadina del luogo, Giannetta de' Vacchi.
Secondo attendibili fonti coeve la donna, trentaduenne, era tormentata dai problemi di alcolismo che affliggevano il marito, Francesco Varoli, un ex uomo d'armi dal carattere burrascoso che la picchiava. In un momento di grande sofferenza si era recata nelle campagne a sud-ovest del borgo di Caravaggio, nel campo di Mazzolengo, a 2 km dal centro cittadino. Riferì di aver visto, fra le lacrime, una giovane donna simile a una regina, che si era presentata come Maria, Madre di Dio, invitandola a non avere paura e affidandole il seguente messaggio:
Secondo quanto riferito, la Madonna chiese che gli uomini facessero ammenda per i propri peccati, digiunassero il venerdì successivo, si recassero a pregare il sabato pomeriggio - come segno di riconoscenza per la salvezza ottenuta - e che una cappella fosse eretta sul luogo. La tradizione attribuisce alla sorgente, tuttora attiva sotto il santuario, un'origine prodigiosa.
Giannetta de' Vacchi, come richiestole, portò il messaggio ricevuto ai concittadini e alle autorità, implorando queste ultime di provvedere agli accordi di pace necessari per porre fine alle ostilità; la Varoli incontrò Marco Secco, Signore di Caravaggio, Filippo Maria Visconti, duca di Milano, e fu infine condotta dall'imperatore bizantino Giovanni VIII Paleologo, presso il quale invocò un ricongiungimento della Chiesa greca con quella di Roma. Nel corso delle visite la donna portò con sé anfore colme dell'acqua della sorgente, che si sarebbero rivelate curative. La sorgente divenne rapidamente meta di pellegrinaggi, che continuano anche in età moderna, da parte di malati in cerca di sollievo nelle sue acque.
Sebbene la diffusione del messaggio mariano avesse finalmente portato la pace nella terra d'origine, Giannetta de' Vacchi fu gradualmente dimenticata; la stessa abitazione in cui aveva vissuto, per anni meta di visite e pellegrinaggi, fu progressivamente dimenticata e la giovane scomparve nell'anonimato.

## L'incoronazione
Fin dall'antichità, incoronare immagini della Vergine è un modo per manifestarle devozione. Nel 1708 arrivò da Roma la notizia che il capitolo della Basilica di San Pietro, esecutore delle volontà testamentarie di Alessandro Sforza, aveva destinato una corona d'oro al santuario di Santa Maria del Fonte.
I preparativi per questa solennità furono occasione non solo per rinnovare la basilica ma anche per sistemare il viale dal borgo di Caravaggio al Santuario; l'incoronazione avvenne nel contesto di una celebrazione fastosa, tipicamente barocca, che richiamò folle di pellegrini.
La Schola Sanctae Mariae aprì le mura del Borgo in direzione della Basilica, tracciando un tratto di viale di congiungimento alla strada che già portava all'ingresso principale della Chiesa, ed edificando una porta monumentale, detta "Porta Nuova".
Nel 1710, dentro e fuori la nuova porta, furono allestiti addobbi trionfali con varie iscrizioni latine inneggianti a Roma (da dove veniva la corona) e alla Casa Sforza-Visconti del marchesato di Caravaggio. Le iscrizioni sull'arco trionfale, al termine del viale e sopra la porta principale della Basilica, esaltavano la Vergine Maria incoronata e il Capitolo Vaticano che le aveva destinato il diadema. Anche le porte del tempio vennero addobbate e ornate di simboli e scritte.
Il vescovo di Cremona, ordinario del luogo, e il Legato del Pontefice Clemente XI, monsignor Carlo Ottaviano Guaschi, giunsero a Caravaggio il 27 settembre. Il giorno dopo iniziarono i solenni festeggiamenti e la corona, nel frattempo depositata nella chiesa parrocchiale di Caravaggio, fu portata in processione al santuario il 29 settembre.
Durante la Messa pontificale del 30 settembre avvenne la solenne cerimonia dell'incoronazione: il vescovo Guaschi, dopo aver deposto il segno regale sul capo, fece il dono di una preziosa "Crocetta" in oro gemmata che ornò il collo della statua della Vergine; un anello di diamanti, arredi e danaro andarono ad arricchire per l'occasione il cosiddetto "tesoro della Madonna". La statua incoronata fu riportata nei sotterranei del santuario dopo i solenni Vespri della sera.

## La venerazione

### Il santuario di Caravaggio

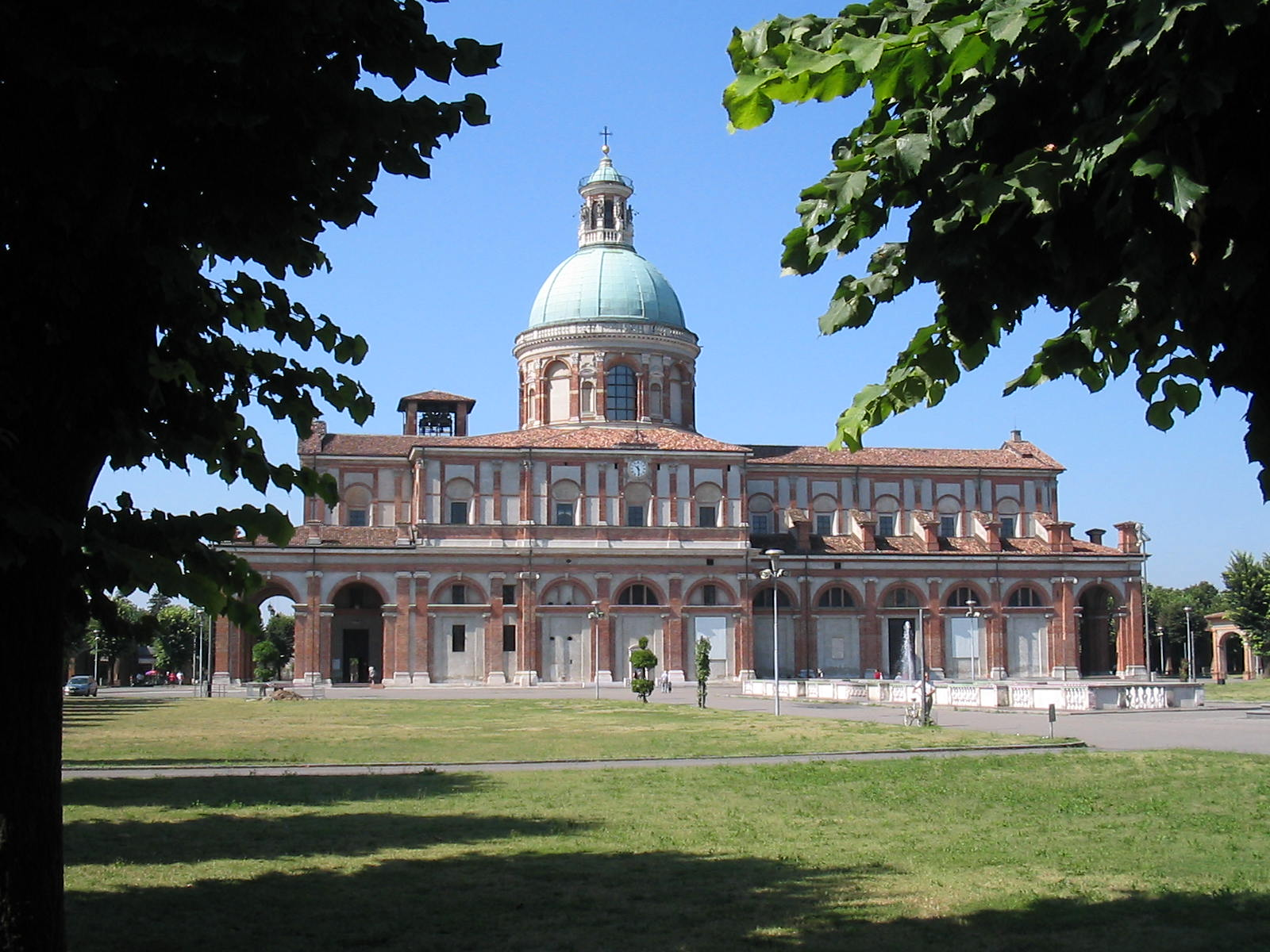
Il santuario di Caravaggio, in Lombardia, visto dal porticato che lo circonda su tutti e quattro i lati.

Il santuario di Caravaggio è un monumentale edificio di culto situato nel territorio del comune di Caravaggio, in Lombardia, dedicato alla Madonna del Fonte.
La costruzione dell'attuale tempio mariano, fortemente voluto dall'arcivescovo Carlo Borromeo, iniziò nel 1575, su progetto dell'architetto Pellegrino Tibaldi (detto il Pellegrini), sul luogo dell'apparizione; alternando fasi di lavoro a lunghi intervalli, l'opera di costruzione si protrasse fino ai primi decenni del XVIII secolo, con numerose modifiche, seppur di poco conto, rispetto al progetto originario del Pellegrini.
Già nel 1432 il vicario foraneo del vescovo di Cremona, Bonincontro De' Secchi, aveva posto sul luogo dell'apparizione - il campo del Mezzolengo - la prima pietra per l'edificazione di una cappelletta votiva, successivamente soppiantata dall'attuale monumentale tempio mariano, che sorge al centro di una vasta spianata circondata sui quattro lati da portici simmetrici che corrono, con 200 arcate, per quasi 800 metri.
Nel piazzale antistante il viale di collegamento con il centro cittadino si trova un obelisco, recante iscrizioni che ricordano i miracoli attribuiti dalla tradizione cattolica alla Madonna di Caravaggio. Poco dopo l'obelisco si trova una grande fontana, la cui acqua passa sotto il santuario, raccogliendo quella del Sacro Fonte e confluendo nel piazzale posteriore, dove viene raccolta in una piscina per l'immersione degli infermi.

### Il santuario in Brasile

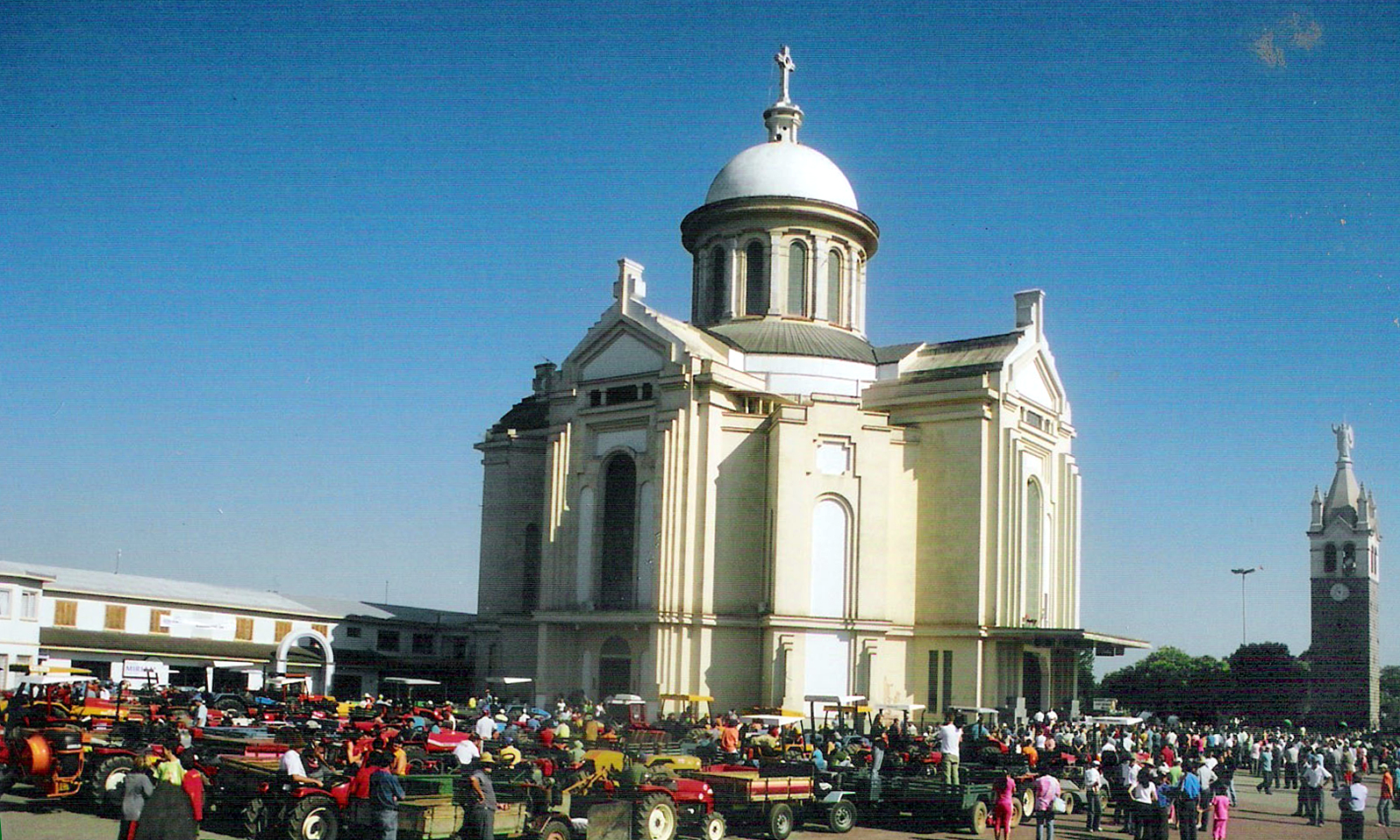
Il santuario di Nostra Signora di Caravaggio a Farroupilha, in Brasile. Si tratta del secondo centro di devozione religiosa dell'intera nazione per numero di visitatori (oltre un milione all'anno).

La storia della venerazione di Nostra Signora di Caravaggio in Brasile iniziò con la costruzione di una cappella a Farroupilha, nello stato del Rio Grande do Sul, dove oggi sorge il più grande tempio mariano a lei dedicato.
Originariamente la cappella doveva essere intitolata alla Madonna di Loreto, ma non erano disponibili sue icone in Brasile; una tela dell'apparizione della Madonna di Caravaggio era stata portata con se dall'Italia da Colzani Pietro, emigrato nel 1875 con molti altri parenti e connazionali italiani che, dopo aver fatto dono del terreno, contribuì alla costruzione del santuario . L'immagine sacra venne collocata sull'altare centrale della cappella; l'edificio sacro venne inaugurato nel 1879.
Nel decennio successivo gli immigrati iniziarono a costruire un tempio mariano in muratura, nonostante le case circostanti fossero tutte costruite in legno o in roccia. Nel 1885 fu realizzata, a Caxias do Sul, una grande statua della Madonna, elaborata sulla falsariga dell'icona sacra originaria, datata 1724; la scultura venne quindi trasportata a mano da Caxias al tempio, dove fu collocata nei pressi dell'altare.
La costruzione dell'attuale santuario ebbe luogo fra il 1945 e il 1963; l'imponente edificio, dallo stile architettonico romano, può ospitare fino a duemila persone ed è caratterizzato da una grande luminosità. Il santuario è meta di un numero sempre crescente di pellegrini, come testimoniano i fiori sempre freschi che vengono costantemente deposti di fianco all'altare. All'interno dell'edificio si trova una sorgente d'acqua, in ricordo di quella di Caravaggio; è stata benedetta il 26 settembre 1985.

### Il santuario in Croazia
Durante il XVII e XVIII secolo molte famiglie italiane si trasferirono da Bergamo a Tisno. Tra loro era la famiglia Gelpi che ha portato un quadro di Nostra Signora. Costruirono una piccola cappella sulla collina Brošćica nel 1720 e possedevano la cappella per più di 250 anni quando Boris Gelpi, scorso discendente maschio, decise di consegnarli al quartiere locale insieme al suo terreno e ai regali votivi. L'immagine è ancora lì con il segno: "Molto apprezzato l'immagine con i miracoli della beata Vergine Maria di Caravaggio e la sua apparizione il 26 maggio 1432 quando ha portato la luce della misericordia". Alla stessa data ogni anno Tisno celebra la festa della Nostra Signora di Caravaggio (Gospa od Karavaja) organizzando il viaggio del pellegrino.